# Gouvernement Fenech Adami III
République de Malte
Sant Fenech Adami IV
Le gouvernement Fenech Adami III est le gouvernement de la République de Malte entre le 6 septembre 1998 et le 12 avril 2003, pendant la vingt-et-unième législature de la Chambre des députés.

## Composition

### Initiale (6 septembre 1998)
| Fonction                                                    | Titulaire | Titulaire             | Parti |
| ----------------------------------------------------------- | --------- | --------------------- | ----- |
| Premier ministre                                            |           | Edward Fenech Adami   | PN    |
| Vice-Premier ministre Ministre des Affaires étrangères      |           | Guido de Marco        | PN    |
| Ministre des Services économiques                           |           | Josef Bonnici         | PN    |
| Ministre de l'Éducation                                     |           | Louis Galea           | PN    |
| Ministre de l'Environnement                                 |           | Francis Zammit Dimech | PN    |
| Ministre des Finances                                       |           | John Dalli            | PN    |
| Ministre de l'Alimentation, de l'Agriculture et de la Pêche |           | Ninu Zammit           | PN    |
| Ministre de Gozo                                            |           | Giovanna Debono       | PN    |
| Ministre de la Santé                                        |           | Louis Deguara         | PN    |
| Ministre de la Justice                                      |           | Tonio Borg            | PN    |
| Ministre de la Politique sociale                            |           | Lawrence Gonzi        | PN    |
| Ministre du Tourisme                                        |           | Michael Refalo        | PN    |
| Ministre des Transports et des Communications               |           | Censu Galea           | PN    |

### Remaniement du 29 mars 1999
- Les nouveaux ministres sont indiqués en gras, ceux ayant changé d'attributions en italique.

| Fonction                                                    | Titulaire | Titulaire             | Parti |
| ----------------------------------------------------------- | --------- | --------------------- | ----- |
| Premier ministre                                            |           | Edward Fenech Adami   | PN    |
| Vice-Premier ministre Ministre de la Politique sociale      |           | Lawrence Gonzi        | PN    |
| Ministre des Services économiques                           |           | Josef Bonnici         | PN    |
| Ministre de l'Éducation                                     |           | Louis Galea           | PN    |
| Ministre de l'Environnement                                 |           | Francis Zammit Dimech | PN    |
| Ministre des Finances                                       |           | John Dalli            | PN    |
| Ministre des Affaires étrangères                            |           | Joe Borg              | PN    |
| Ministre de l'Alimentation, de l'Agriculture et de la Pêche |           | Ninu Zammit           | PN    |
| Ministre de Gozo                                            |           | Giovanna Debono       | PN    |
| Ministre de la Santé                                        |           | Louis Deguara         | PN    |
| Ministre de la Justice                                      |           | Tonio Borg            | PN    |
| Ministre de la Politique sociale                            |           | Lawrence Gonzi        | PN    |
| Ministre du Tourisme                                        |           | Michael Refalo        | PN    |
| Ministre des Transports et des Communications               |           | Censu Galea           | PN    |